# Florin Bătrânu
Florin Bătrânu (Oravița, 19 marzo 1971) è un ex calciatore rumeno, di ruolo difensore.